# Río Tamarin
Rivière Tamarin o bien río Tamarin es un río en el suroeste de la nación africana e insular de Mauricio. Es la salida del lago más grande del país, Mare aux Vacoas. A partir de ahí fluye hacia el oeste sobre las cascadas de Tamarin (Tamarind Falls), alcanzando el océano Índico cerca de la ciudad de Tamarin. Su longitud total es de unos 12 kilómetros.